# Huurstaking
Een huurstaking is een vorm van protest van huurders van woningen of appartementen tegen een of meerdere huisbazen. Bij een huurstaking betalen de huurders collectief hun huurgeld niet tot de huisbaas tegemoetkomt aan hun eisen. Dit actiemiddel is risicovol voor huurders, die uitgezet kunnen worden, maar is in de geschiedenis al meermaals succesvol gebleken. Historische huurstakingen kwamen er vaak uit verzet tegen slechte woonomstandigheden, hoge en stijgende huurprijzen en onredelijke voorwaarden.